# Mẹ con Đậu Đũa
Mẹ con Đậu Đũa là một bộ phim điện ảnh truyền hình được thực hiện bởi Hãng phim Truyền hình Thành phố Hồ Chí Minh, Đài Truyền hình Thành phố Hồ Chí Minh do Trương Dũng làm đạo diễn. Phim được chuyển thể từ truyện ngắn cùng tên của nhà văn Nguyên Hương. Phim phát sóng lần đầu vào ngày 28 tháng 1 năm 1998 (tức mùng 1 Tết Nguyên Đán) trên kênh HTV9.

## Nội dung
Mẹ Ðậu Ðũa qua đời khi Đậu Đũa (Thiên Tú) còn rất nhỏ, vì vậy Cha Đậu Đũa (Công Ninh) phải lâm vào cảnh "gà trống nuôi con". Bằng tình thương yêu và sự dạy dỗ nghiêm khắc của cha, Ðậu Ðũa vẫn dần lớn lên trong những niềm vui, hạnh phúc trẻ thơ mặc dù thiếu vắng bàn tay chăm sóc của người mẹ. Trong một lần đi thi "Bé khoẻ, Bé ngoan", cha con Ðậu Ðũa tuy có phần ngượng ngập, đôi khi gây cười cho những bà mẹ khác, nhưng cuối cùng hai người đã gây được xúc động cho mọi người xung quanh.

## Diễn viên
- Thiên Tú trong vai Đậu Đũa[5]
- Công Ninh trong vai Cha Đậu Đũa[6]
- Tuyết Dung trong vai Bác sĩ Hương
- Nguyễn Hậu trong vai Ông Tất
- Mỹ Khanh trong vai Mẹ Hoài Linh
- Phương Uyên trong vai Du
- Hạnh Thúy trong vai Thư ký
- Quỳnh Giao trong vai Y tá trợ lý
- Ngọc Tuyền trong Mẹ Đậu Đũa
- Kim Phụng trong vai Hoài Linh
- Quang Hạnh trong vai Y tá trạm xã
- Ngọc Kỷ trong vai Con ông Tất
- Kim Ngọc trong vai Vợ ông Tất
- Trương Trí trong vai Cha Hoài Linh
- Mạc Minh Tâm trong vai Đương
- Phước Ngọc trong vai Mẹ bé Ăn
- Vĩnh Long trong vai Bé Ăn

Cùng một số diễn viên khác....

## Sản xuất

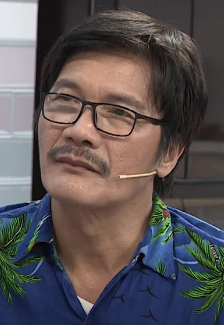
Công Ninh đã được giao vai chính làm ông bố đơn thân trong phim dù khi đó nam diễn viên vẫn chưa lập gia đình.

Phim được sản xuất và phát sóng lần đầu vào ngày mùng 1 Tết năm 1998. Ý tưởng để làm nên bộ phim bắt đầu từ khi đạo diễn Trương Dũng đọc tác phẩm truyện ngắn cùng tên của nhà văn Nguyên Hương; vì nội dung truyện chứa tinh thần của cuộc sống trên vùng Tây Nguyên, cũng là quê hương của đạo diễn, ông đã quyết định sẽ bắt tay vào thực hiện phim. Việc chuyển soạn kịch bản do nhà biên kịch Ngụy Ngữ thực hiện, với thời lượng dài 100 phút.
Người đầu tiên được Trương Dũng chọn vào nhân vật ông bố đơn thân là nam diễn viên Công Ninh, dù khi đó ông vẫn chưa lập gia đình. Trong một cuộc phỏng vấn, Công Ninh đã cho biết lý do ông nhận vai diễn này là vì có ấn tượng rất tốt về những thanh niên xung phong. Thời điểm được giao vai trong phim, diễn viên Tuyết Dung mới chỉ vừa tốt nghiệp Trường Đại học Sân khấu – Điện ảnh Thành phố Hồ Chí Minh, nhưng nhân vật do cô vào vai lúc đó đã ngoài 30 tuổi. Trước khi diễn viên Thiên Tú được chọn vào vai chính Đậu Đũa trong phim, một diễn viên nhí khác đã được đạo diễn giao vai diễn này. Bộ phim khởi quay ở Bảo Lộc, nhưng ngay lúc mới thực hiện cảnh đầu tiên khi nhân vật người cha ẵm con lên hôn, diễn viên nhí kia đã khóc vì bị râu của Công Ninh đâm vào da và không thể diễn tiếp được. Cuối cùng, đoàn phim phải cử người đi tìm diễn viên thay và nữ diễn viên Thiên Tú, lúc đó mới 5 tuổi, thông qua mối quan hệ với nhân viên hóa trang trong đoàn phim, đã nhanh chóng được chọn sau khi thử vai vào cảnh nhân vật bé Đậu Đũa ngất xỉu giữa chợ.
Trong suốt quá trình làm phim, Thiên Tú đều có nguyên tắc là không bao giờ quay quá 12 giờ trưa và luôn yêu cầu ngủ một giấc vào buổi trưa, mỗi khi cô giận thì phải để cho cắn mới hết buồn; cũng vì vậy mà đạo diễn Trương Dũng từng bị Thiên Tú cắn nhiều lần trước và sau những cảnh quay có mặt cô. Thậm chí, có phân cảnh phải để hai nhân vật chính bị đất bắn lên mặt, khi cảnh phim được thực hiện và đất văng vào Thiên Tú, cô bé đã sợ "đến phát khóc" và cuối cùng cả đoàn phim phải nghỉ quay một tuần để "dỗ" diễn viên vì quá sợ hãi.
Việc tìm đạo cụ cho bộ phim đã gặp phải nhiều khó khăn do thiếu thốn về kinh tế lúc bấy giờ. Vì muốn đặc tả bụng bầu của diễn viên một cách cận cảnh, đạo diễn Trương Dũng cùng thiết kế mỹ thuật Mã Phi Hải phải lên Bảo Lộc trước một tuần để tìm hiểu cách làm bụng bầu. Cuối cùng, hai người quyết định chọn cách mua bao cao su đổ nước vào, làm "bụng bầu" cho diễn viên.

## Đón nhận
Tại thời điểm phát sóng, bộ phim đã chiếm được cảm tình của đông đảo khán giả cũng như trở thành tác phẩm có nhiều thế hệ người xem yêu mến, được cho là bởi cốt truyện xúc động giàu tính nhân văn cùng diễn xuất chân thật của dàn diễn viên. Phim đã được phát đi phát lại nhiều lần liên tục trên truyền hình còn được biết với tên gọi khác khiến cho người xem gợi nhớ là "Cha con Đậu Đũa", nhưng thời điểm đó vẫn thu hút nhiều khán giả theo dõi, đặc biệt đối với phụ nữ vì "mủi lòng" trước hoàn cảnh của nhân vật trong phim. Mẹ con Đậu Đũa cũng được coi là một cái tên đáng nhớ của truyền hình Việt Nam thập niên 1990 và 2000. Sau này, trong một tập của chương trình Ký ức vui vẻ phát sóng vào tháng 2 năm 2021, theo đó dàn diễn viên phim đều xuất hiện và kể về ký ức khi làm phim, diễn viên Hạnh Thúy đã nhận định đây là một trong những tác phẩm được yêu thích nhất của TFS.
Phim được coi là tác phẩm tạo nên tên tuổi của đạo diễn Trương Dũng và đã làm ảnh hưởng đến cuộc sống gia đình ông về sau này, còn Công Ninh thì được xem là một trong những ông bố nổi tiếng nhất của màn ảnh Việt từ trước đến nay. Vai diễn trong tác phẩm đã giúp Hạnh Thúy nhận về nhiều lời mời đóng phim truyền hình lẫn điện ảnh. Tác phẩm cũng đoạt giải video được yêu thích nhất trong vòng 10 năm và đem về cho Thiên Tú giải Diễn viên nhí được yêu thích nhất tại Liên hoan phim Việt Nam lần thứ 12.
Trong một số của Tạp chí Nghiên cứu văn hóa nghệ thuật xuất bản năm 1999, Mẹ con Đậu Đũa đã được liệt kê cùng với những phim khác như là một số ít các tác phẩm "có giá trị nhất định về tư tưởng – nghệ thuật" và "được thể hiện khá nghiêm túc" trong số những bộ phim khác có chất lượng phức tạp và "không quản lý nổi".

## Giải thưởng
| Năm  | Giải thưởng                        | Hạng mục                          | (Người) đề cử | Kết quả   | Tham khảo    |
| ---- | ---------------------------------- | --------------------------------- | ------------- | --------- | ------------ |
| 1999 | Liên hoan phim Việt Nam lần thứ 12 | Diễn viên nhí được yêu thích nhất | Thiên Tú      | Đoạt giải | [ 5 ] [ 13 ] |